# NTTデータ先端技術
株式会社NTTデータ先端技術（NTTデータ先端技術、英文社名：NTT DATA INTELLILINK Corporation）は、東京都千代田区に本社を置く、株式会社NTTデータグループ100%出資のシステムインテグレーター、ITコンサルティング企業。
クラウド・データベース等の基盤環境を提供するプラットフォーム、AIやオープンソースソフトウェア「Hinemos」をはじめとするソフトウェア、PCI SSCよりQPA認定されたサイバーセキュリティ等の事業分野を主要なビジネスドメインとする。

## 概要
1999年4月1日、NTTデータが全社横串組織としてCoEシステム本部を発足（Center of Excellence, 組織横断的な専門集団）。同本部の活動強化を技術支援する会社として、1999年8月3日に設立された。ITシステムの基盤設計および構築に関するサービスや、製品販売・トレーニングを展開。特定非営利活動法人日本セキュリティ監査協会正会員、特定非営利活動法人日本ネットワークセキュリティ協会正会員。
NTTデータ・セキュリティ（当時）の統合やニューソン（当時）、NTTデータ・グローバル・テクノロジー・サービス・ジャパン（当時）を子会社化する等のM&Aも実施し、セキュリティ事業・グローバル事業等を拡大。2019年に国際セキュリティ基準の開発・評価機関の認定等を行うPCI Security Standards Council, LLC（マサチューセッツ州、アメリカ）より、セキュリティ基準であるQPA (Qualified PIN Assessor）国内初認定。
関連施設として「INTELLILINK Training Academy」を設置し、VMware, Oracle認定トレーニング等、技術者育成やセキュリティ技術向上に向けたカリキュラムを提供する。

## 沿革
- 1999年8月3日 - NTTデータのシステム開発を強化するシステムプラットフォーム構築の専門会社としてNTTデータ先端技術株式会社を設立
- 2009年7月1日 - 株式会社NTTデータ PMO、株式会社NTTデータ テクノマーク、株式会社NTTデータ イーエックステクノを統合
- 2009年10月1日 - 株式会社NTTデータシステムズのオラクル関連事業を統合
- 2011年7月1日 - NTTデータ・セキュリティ株式会社を統合[7]
- 2017年6月22日 - ニューソン株式会社を子会社化し、株式会社NTTデータ・ニューソン設立
- 2018年7月1日 - 株式会社NTTデータ・グローバル・テクノロジー・サービス・ジャパンを統合[8]
- 2025年1月6日 - 本社を東京都千代田区丸の内のJPタワーに移転、商号を株式会社NTTデータ先端技術へ変更[9]

## 事業拠点

### 事業所
- 本社 - 〒100-7013 東京都千代田区丸の内2-7-2 JPタワー13階
- 月島オフィス - 〒104-0052 東京都中央区月島1-15-7 パシフィックマークス月島
- 関西オフィス - 〒550-0004 大阪府大阪市西区靱本町2-3-2 なにわ筋本町MIDビル3階

### 関連施設
- INTELLILINK Training Academy (研修施設) - 〒100-7013 東京都千代田区丸の内2-7-2 JPタワー13階